# Aparat fotografic hibrid
Aparatul fotografic hibrid (în engleză Mirrorless interchangeable-lens camera) este un aparat de fotografiat digital, care utilizează un sistem digital de captare a imaginii pe senzor. Spre deosebire de aparatul fotografic reflex, aparatul fotografic hibrid nu are oglindă și nici vizor optic.

## Istorie și tipuri
Primul aparat fotografic hibrid a fost Panasonic Lumix DMC-G1, lansat în toamna lui 2008, urmat de Olympus PEN EP-2 și Panasonic GF1 în 2009. Samsung, Sony, Pentax și Fuji au urmat în 2010 sau 2011. Nikon și Canon au lansat modele mai târziu, în 2011 și 2012, pentru că nu doresc să își erodeze vânzările de DSLR-uri. 
Aceste aparate foto se împart în două categorii, în funcție de mărime: „rangefinder style” și „DSLR style”. 

## Principalele diferențe față de DSLR
Camerele foto hibride sunt considerate o evoluție naturală de la aparatul fotografic reflex, renunțarea la oglinda mobilă de pe acestea aducând deopotrivă beneficii și dezavantaje. Prima diferență importantă este mărimea și greutatea, un aparatul foto reflex cântărind în jur de 500 grame, iar un hibrid 200 grame. A doua este lipsa vizorului optic, unele modele compensând cu un vizor digital, care își ia imaginea de pe senzor (un dezavantaj major, din motive de viteză și calitate). 
Cea mai importantă diferență și cel mai mare dezavantaj al camerelor foto hibride este focalizarea defectuoasă. Pe scurt, fotografiile făcute obiectelor sau persoanelor în mișcare ies adesea neclare, din cauza sistemului de focalizare care încă nu a fost pus la punct. 

## Principalele diferențe față de compacte
Camerele foto hibride sunt mai mari, mai grele și mai scumpe față de cele compacte, compensând însă prin calitatea crescută a fotografiilor rezultate. 
Camerele foto hibride folosesc de obicei două tipuri de senzori, Micro43 și APS-C, ambele tipuri având o suprafață mai mare decât cele folosite pe camerele foto compacte, din asta rezultând o calitate crescută a imaginii. Sony au fost printre primii care au pus pe toată gama de camere foto hibride un senzor APS-C folosit și pe camerele foto DSLR, micșorând astfel diferența de calitate dintre cele două sisteme. 